# جورج إس. ويتني
جورج إس. ويتني (بالإنجليزية: George S. Whitney)‏ هو مدير فني أمريكي، ولد في 2 مارس 1878 في بينغامتون في الولايات المتحدة، وتوفي في 5 مايو 1956 في سكنيكتادي في الولايات المتحدة.